# T93 (снайперская винтовка)
T93 — снайперская винтовка с продольно-скользящим затвором калибра 7,62×51 мм, разработанная и производимая на Тайване. 
Известен улучшенный вариант с магазином на 10 патронов — T93K1.

## История
Впервые он был показан публике на выставке аэрокосмических и оборонных технологий 2007 года в Тайбэе. Разработкой этой винтовки занялся 205-й арсенал при технической помощи неуказанных отечественных и иностранных фирм.

## Конструкция
По своему внешнему виду T93 очень похож на снайперскую винтовку M24. Ствол вывешен. Заметным отличием от конструкции M24 является отсутствие основания мушки.
Согласно официальному пресс-релизу, в ходе испытаний T93 показал лучшую кучность из трёх выстрелов — 0,3 МОА на дистанции 800 метров. Неизвестно, использовались ли заводские патроны или патроны, снаряжённые вручную. Винтовка также прошла испытания на прочность, выпустив 6000 выстрелов без каких-либо осечек.
Модификация — T93K1, уже поступила на вооружение, Основное изменение касается способа подачи патронов (магазин изменён на 10-зарядный). Также можно установить глушитель.

## Производство и применение
Потенциальными клиентами являются разведчики-снайперы и подразделения специальных операций/антитеррористические подразделения в армии, а также полицейские спецподразделения.
В сентябре 2008 года Корпус морской пехоты Китайской Республики объявил, что в течение следующих двух лет закупит 179 винтовок Т93 и более 100.000 патронов. 132 винтовки и 74.000 патронов были поставлены в 2009 году, а оставшиеся 47 винтовок и 26.000 патронов были поставлены в 2010 году. Общая стоимость закупок составляет приблизительно 120 млн новых тайваньских долларов (3,8 млн долларов США).